# Михайловка (Дуванський район)
Миха́йловка (рос. Михайловка, башк. Михайловка) — село у складі Дуванського району Башкортостану, Росія. Адміністративний центр Михайловської сільської ради.
Населення — 994 особи (2010; 1019 у 2002).
Національний склад:
- росіяни — 51 %

## Люди
В селі народився Яковлєв Олександр Ілліч (1924—2015) — учасник німецько-радянської війни, почесний громадянин Херсона.